# John Gould

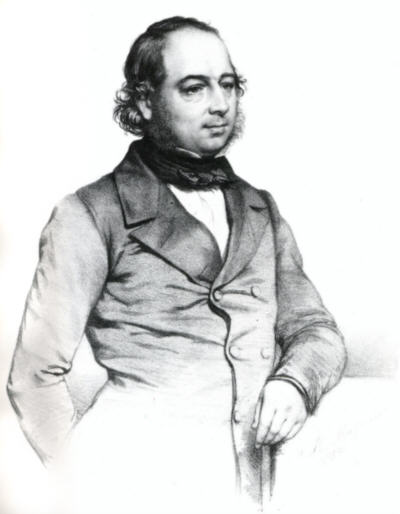
John Gould im Alter von 45 Jahren.

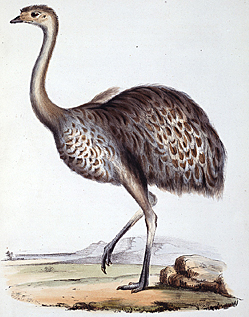
Darwinnandu (Pterocnemia pennata) gezeichnet von John Gould. Tafel 47 aus The Zoology of the H.M.S. Beagle, Band 3, Teil 5.

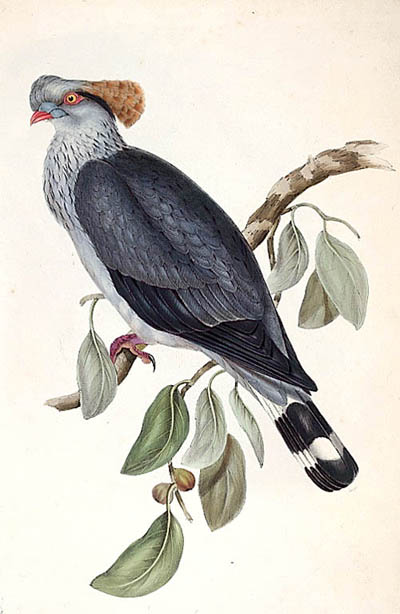
Hauben-Fruchttaube (Lopholaimus antarcticus) aus The Birds of Australia, Band 5, 1848.

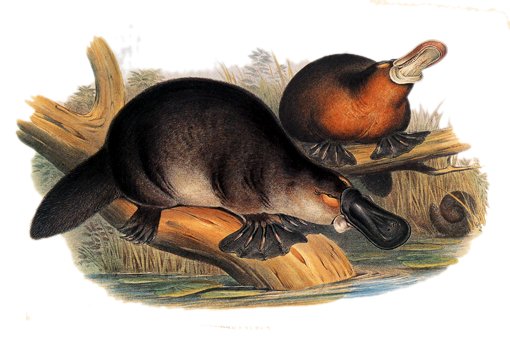
Schnabeltier aus The Mammals of Australia.

John Gould (* 14. September 1804 in Lyme Regis, Dorset; † 3. Februar 1881 in London) war ein britischer Ornithologe und Tiermaler. Anfang 1837 erkannte Gould, dass die von Charles Darwin von seiner Reise mit der Beagle mitgebrachten Galápagos-Finken eine eigenständige Gruppe bilden. Von 1838 bis 1840 unternahm er selbst eine 27 Monate dauernde zoologische Expedition nach Australien und sammelte dort gemeinsam mit John Gilbert (1812–1845) etwa 800 Vögel und ungefähr 70 Säugetiere. Nach seiner Rückkehr entstanden mehrere Werke zur Tierwelt Australiens, die mit zahlreichen farbigen Lithografien ausgestattet waren.

## Leben und Wirken
John Gould zog im Alter von 14 Jahren nach Windsor zu seinem Onkel William Townsend Aiton, der dort die Königlichen Gärten betreute. Er interessierte sich bald für Naturgeschichte und machte entlang der Themse unter anderem Jagd auf Vögel, die er anschließend präparierte. Auf diese Weise erwarb er sich frühzeitig einen guten Ruf als Tierpräparator. Mit etwa 21 Jahren zog er nach London und eröffnete dort ein Geschäft als solcher.
Um 1827 stellte ihn die Zoologische Gesellschaft London als Kurator ihres Museums ein. 1829 heiratete er Elizabeth Coxen, eine Hauslehrerin und Künstlerin, die später viele seiner Zeichnungen als Lithografien für seine Werke umsetzte. Nicholas Aylward Vigors ermöglichte es Gould 1830, seine erste eigenständige Publikation über Vögel aus dem Himalaya zu veröffentlichen. 1832 folgte ein erster Band über die Vögel Europas.
Am 4. Januar 1837 schenkte Charles Darwin der Zoologischen Gesellschaft 450 seiner während der Reise mit der H.M.S Beagle gesammelten Vögel sowie 80 Säugetiere. Gould begann sofort mit der Untersuchung der neuen Vögel und entdeckte, dass die von den Galápagos-Inseln stammenden Finken eine neue Gruppe bildeten. Bereits sechs Tage später präsentierte er seine Erkenntnisse über die später als Darwinfinken bezeichnete Gruppe vor der Zoologischen Gesellschaft in London. Darwin bat Gould für sein geplantes mehrbändiges Werk The Zoology of the Voyage of H.M.S. Beagle auch die restlichen Vögel zu bearbeiten. Gould stelle das Manuskript fertig. Seine Frau fertigte nach seinen Zeichnungen 50 Lithografien an. Die endgültige Fertigstellung des Textes blieb George Robert Gray vorbehalten, da sich die Familie Gould mit ihrem siebenjährigen Sohn Henry, ihrem Neffen Henry William Coxen (1823–1915) und John Gilbert am 16. Mai 1838 nach Australien einschiffte.
Gould hatte beschlossen ein Buch über die Vögel Australiens herauszugeben. Die Anregung kam von seinen Schwägern Stephen und Charles Coxen (1809–1876) die Anfang der 1830er Jahre nach Australien ausgewandert waren und ihm verschiedene Exemplare von dort nach England geschickt hatten. An Bord der Parsee kamen die Goulds am 19. September 1838 in Hobart an. Dort lernten sie den Gouverneur von Tasmanien John Franklin kennen, in dessen Haus die schwangere Elizabeth blieb, während ihr Mann und John Gilbert das Landesinnere erforschten. Gilbert wandte sich in Western Australia insbesondere dem Gebiet am Swan River zu. Gould blieb in South Australia und erkundete, häufig in Begleitung von Charles Sturt, den Murray River und die Känguru-Insel. Vom Anwesen seiner Schwäger in Yarrundi im Hunter Valley aus untersuchte er das Gebiet der Liverpool Range. Als die Goulds ohne Gilbert am 9. April 1840 von Sydney aus die Rückreise antraten, hatten Gould und Gilbert etwa 800 Vögel und ungefähr 70 Säugetiere zusammengetragen.
Nach der Ankunft in England am 18. August 1840 begann Gould sofort mit der Arbeit an The Birds of Australia. Der erste Teil des später 36 Teile umfassenden Werkes erschien noch im Dezember des gleichen Jahres. Nach der Geburt des sechsten gemeinsamen Kindes starb Goulds Frau ein Jahr nach der Rückkehr aus Australien. Neben der Arbeit an seinen Tafelwerk über die australischen Vögel, die ihn bis 1848 beschäftigte, gab er Monografien über Kängurus und Zahnwachteln heraus und begann 1845 sein dreibändiges Werk The Mammals of Australia.
Es folgten ein umfangreiches siebenbändiges Werk über asiatische Vögel, eine Schrift über Kolibris und eine Arbeit über die Vögel von Neuguinea, die er nicht mehr vollenden konnte. Bei seinem Tod 1881 hinterließ John Gould 41 Großbände mit ungefähr 3000 Tafeln.

## Ehrungen
Am 19. Januar 1843 wurde Gould zum Mitglied der Royal Society gewählt. 1853 wurde er von Gustav Hartlaub als Ehrenmitglied der Deutschen Ornithologen-Gesellschaft vorgeschlagen und in diese gewählt.
Nach Gould sind mehrere Tierarten und Unterarten benannt, darunter die Gouldamadine (Chloebia gouldiae), der Olivrückenorganist (Euphonia gouldi), der Gouldsturmvogel (Pterodroma gouldi), Goulds Australrohrsänger
(Acrocephalus australis gouldi), Goulds Storchschnabelliest (Pelargopsis capensis gouldi), die Gouldelfe (Lophornis gouldii), der Gould-Arassari (Selenidera gouldii), die Gould-Lappenfledermaus (Chalinobus gouldii), die Schwarzfuß-Baumratte (Mesembriomys gouldii), die Gould-Maus (Pseudomys gouldii), der Schildkrötenfrosch (Myobatrachus gouldii), die Schlangenart Parasuta gouldii und Goulds Waran (Varanus gouldii).

## Schriften (Auswahl)
- A Century of Birds, hitherto unfigured, from the Himalaya Mountains. London 1831–1832. In 20 Teilen mit insgesamt 80 Tafeln (online).
- The Birds of Europe. 5 Bände, London 1832–1837. In 22 Teilen mit insgesamt 449 Tafeln (doi:10.5962/bhl.title.65989).
- A Monograph of the Ramphastidae, or Family of Toucans. London 1833–1835. In 3 Teilen mit insgesamt 34 Tafeln.
- A Monograph of the Trogonidae, or Family of Trogons. 1 Band, London 1835–1838. In 3 Teilen mit insgesamt 36 Tafeln.
- A Synopsis of the Birds of Australia and the adjacent Islands. London 1837–1838. In 4 Teilen mit je 18 Tafeln
- Icones Avium, or Figures and Descriptions of new and interesting Species of Birds from various parts of the Globe. London 1837–1838. In 2 Teilen mit je 3 Tafeln
- The Birds of Australia. 7 Bände, London 1840–1848. In 36 Teilen mit insgesamt 681 Tafeln (online).
- The Zoology of the Voyage of H.M.S. Beagle. Birds. London 1841
- A Monograph of the Macropodidae, or Family of Kangaroos. London 1841–1842. In 2 Teilen
- The Zoology of the Voyage of H.M.S. Sulphur: Under the Command of Captain Sir Edward Belcher During the Years 1836-42. Birds. London 1843–1844. (Teile 3 und 4)
- Monograph of the Odontophorinae, or Partridges of America. London 1844–1850, In 3 Teilen mit insgesamt 32 Tafeln
- The Mammals of Australia. 3 Bände, London 1845–1863. In 12 Teilen (online).
- An introduction to the Birds of Australia. London 1848 (online).
- The Birds of Asia. 7 Bände, London 1850–1883. In 35 Teilen; Teile (online).
- An introduction to the Trochilidae, or family of humming-birds. London 1861 (online).
- Handbook to the Birds of Australia. 2 Bände, London 1865; online: Band 1, Band 2
- A Monograph of the Trochilidae, or Family of Hummingbirds. London 1880–1887. In 5 Teilen (Teile 3 bis 5 durch Richard Bowdler Sharpe)
- The Birds of New Guinea and the Adjacent Papuan Islands. London 1875–1888; vollendet von Richard Bowdler Sharpe; Teile (online).

## Nachweise

## Weiterführende Literatur
- Gordon C. Sauer: John Gould, the bird man: a chronology and bibliography; London: H. Sotheran, 1982
- Gordon C. Sauer: John Gould the bird man: associates and subscribers; Mansfield (CT): Maurizio Martino, 1995
- Gordon C. Sauer: John Gould, the bird man: bibliography 2; Staten Island (NY): Maurizio Martino, 1996
- Gordon C. Sauer, Ann Datta: John Gould, the bird man: correspondence, with a chronology of his life and works. 2 Bände; Mansfield Centre (CT): Maurizio Martino, 1998